# یواس‌اس نچس (ای‌او-۵)
یواس‌اس نچس (ای‌او-۵) (به انگلیسی: USS Neches (AO-5)) یک زیردریایی بود که طول آن ۴۷۵ فوت (۱۴۴٫۸ متر) بود. این زیردریایی در سال ۱۹۲۰ ساخته شد.